# Live at the Olympia
 (mars 2018).
Si vous disposez d'ouvrages ou d'articles de référence ou si vous connaissez des sites web de qualité traitant du thème abordé ici, merci de compléter l'article en donnant les références utiles à sa vérifiabilité et en les liant à la section « Notes et références ».
Albums de Véronique Sanson
Vancouver Hollywood
Live at the Olympia est le premier album live de la chanteuse Véronique Sanson. Cet album a été certifié disque d'or en 1979 pour plus de 100 000 exemplaires vendus en France.

## Titres
| No  | Titre                                              | Durée |
| --- | -------------------------------------------------- | ----- |
| 1.  | Pour qui                                           | 2:32  |
| 2.  | Donne toi                                          | 3:16  |
| 3.  | Un peu plus de noir                                | 2:15  |
| 4.  | Etrange comédie                                    | 3:55  |
| 5.  | Amoureuse                                          | 2:52  |
| 6.  | Sad limousine                                      | 3:53  |
| 7.  | Chistopher                                         | 3:42  |
| 8.  | Une nuit sur son épaule                            | 2:48  |
| 9.  | Alia Souza                                         | 2:48  |
| 10. | Je serai là                                        | 3:29  |
| 11. | Redoutable                                         | 2:46  |
| 12. | Vert vert vert                                     | 1:53  |
| 13. | Véronique                                          | 3:08  |
| 14. | Ma musique s'en va                                 | 3:44  |
| 15. | Mariavah                                           | 5:01  |
| 16. | Besoin de personne                                 | 2:32  |
| 17. | Vancouver (Double 33t seulement, non repris en CD) | 4:56  |
| 18. | Une maison après la mienne                         | 3:09  |
| 19. | Tu sais que je t'aime bien                         | 3:53  |
| 20. | Drôle de vie                                       | 2:16  |
| 21. | Full tilt frog                                     | 3:11  |
| 22. | Devine-moi                                         | 4:15  |
| 23. | On m'attend là bas                                 | 4:11  |
| 24. | Dis-lui de revenir                                 | 1:19  |

## Crédits
- Paroles et musique : Véronique Sanson, sauf (18) paroles et musique Violaine Sanson
- Enregistré en concert à l’Olympia (Paris), le 27 & 28 février 1976, par Roger Roche
  - mixé au Criteria Studio (Miami), par Jack Adams
  - réalisation artistique : Bernard Saint Paul
- Voix, piano : Véronique Sanson
- Guitares : Patrice Tison, Alain Salvati, Véronique Sanson (23.)
- Basse : Mo Foster
- Batterie : Simon Phillips
- Chœurs : Bernard Illous, Éric Estève
- Congas : Michel Delaporte
- Direction de l’orchestre : Jean Musy

## Singles
- Amoureuse (live 1976)/Amoureuse (studio 1972) - 1976, Japon
- Amoureuse (live 1976)/Chanson sur une drôle de vie (live 1976) - 1976, Pays-Bas